# Johannes Baptista Verheyen
Pour les articles homonymes, voir Verheyen.
Johannes Baptista Verheyen, né le 14 octobre 1746 à Bokhoven (Brabant) et mort le 23 octobre 1814 à Bois-le-Duc, est un homme politique néerlandais, membre de la Régence d'État, l'organe exécutif de la République batave, de 1801 à 1803. Il est notamment le premier catholique à entrer dans un gouvernement néerlandais.

## Biographie
Johannes Baptista Verheyen est issu d'une famille de négociants de drap catholiques du Brabant, alors pays de la Généralité des Provinces-Unies. Il devient en 1770 intendant et schout de la commune de Loon op Zand. 
Privé de fonction publique du fait de sa religion, Verheyen accueille avec enthousiasme la Révolution batave. En octobre 1796, lorsque le Brabant est déclaré province à part entière, il est élu député de Tilbourg à la première assemblée nationale batave jusqu'au 1er septembre 1797. Il devient alors intendant du général de Montmorency-Robecq, émigré en Brabant.
Le 28 juillet 1801, il est élu député de Bois-le-Duc au Corps législatif batave avant d'être nommé le 16 octobre suivant à la Régence d'État. Il en assure la présidence du 1er novembre 1802 au 31 janvier 1803. Il se montre favorable à l'influence française, tranchant avec la majorité des membres du gouvernement. Le 1er octobre 1803, il est tiré au sort pour quitter la Régence lors de son renouvellement annuel. Il est remplacé par Cornelis Bijleveld.
Il est membre de l'assemblée du département du Brabant du 24 septembre 1805 au 6 octobre 1806. Il entre alors au Corps législatif du royaume de Hollande comme député du Brabant. Après l'incorporation de la Hollande à l'Empire français, Verheyen est élu président du conseil général des Bouches-du-Rhin puis commissaire général du département de janvier à la chute de l'empire en avril 1814.
Le 2 mai, il est nommé aux États généraux et meurt le 23 octobre 1814.
Verheyen est le père de Arnold Verheyen, maire de Bois-le-Duc de 1810 à 1814 et membre de la seconde (1817-1831) puis de la première chambre (1831-1849) des États généraux.